# Communauté de communes Vignobles et Vals boisés du Pays Buriaud
La communauté de communes Vignobles et vals boisés du pays buriaud est une ancienne communauté de communes française, située dans le département de la Charente-Maritime et la région Poitou-Charentes. Elle a été dissoute en janvier 2013 par fusion avec la communauté d'agglomération de Saintes. Elle constituait auparavant la quasi-totalité du canton de Burie et une partie du canton de Saintes-Est.

## Historique
La communauté de communes du Pays buriaud a été créée le 30 décembre 1993, après que son périmètre a été fixé le 21 décembre 1993. Elle est alors composée des 7 communes de Burie, Chérac, Dompierre-sur-Charente, Saint-Bris-des-Bois, Saint-Césaire, Saint-Sauvant et Villars-les-Bois.
Elles sont rejointes par les communes de Migron et Le Seure le 7 décembre 2001, puis leur nombre est porté à 10 après l'adhésion de Chaniers le 28 mars 2011.
La communauté de communes Vignobles et vals boisés du pays buriaud cesse définitivement de fonctionner à la suite de sa fusion officiellement actée au 1er janvier 2013 avec la communauté d'agglomération de Saintes.
Les dix communes qui la composent adhèrent alors à la communauté d'agglomération de Saintes, dont le siège administratif est fixé à Saintes.

## Composition
Elle était composée de dix communes relevant des cantons de Burie et de Saintes-Est :
1. Burie
2. Chaniers
3. Chérac
4. Dompierre-sur-Charente
5. Migron
6. Saint-Bris-des-Bois
7. Saint-Césaire
8. Saint-Sauvant
9. Le Seure
10. Villars-les-Bois

## Données géographiques
- Superficie : 129,75 km2 (soit 1,8 % de la superficie du département de la Charente-Maritime). C'était, après la Communauté de communes de l'Île-de-Ré, la plus petite structure intercommunale de la Charente-Maritime.

- Population en 2010 : 9 423 habitants, soit 1,52 % de la population de la Charente-Maritime.

- Densité de population en 2009 : 72 hab/km2 (Charente-Maritime : 90 hab/km2 ; arrondissement de Saintes : 80 hab/km2).

- Évolution annuelle de la population (entre 1999 et 2006): + 0,27 % (+ 1,07 % pour le département).
- Évolution annuelle de la population (entre 1990 et 1999): + 0,01 % (+ 0,61 % pour le département).

- Une commune de plus de 2 000 habitants (Chaniers: 3512 hab.).
- Pas de ville de plus de 15 000 habitants.

## Compétences
- Aménagement de l'espace
  - Schéma de cohérence territoriale (SCOT) (à titre obligatoire)
  - Schéma de secteur (à titre obligatoire)
- Autres - Protection animale : cotisation à la Société protectrice des animaux (SPA) pour l'ensemble du territoire (à titre facultatif)
- Développement et aménagement économique
  - Action de développement économique (Soutien des activités industrielles, commerciales ou de l'emploi, soutien des activités agricoles et forestières...) (à titre obligatoire)
  - Création, aménagement, entretien et gestion de zone d'activités industrielle, commerciale, tertiaire, artisanale ou touristique (à titre obligatoire)
  - Tourisme (à titre obligatoire)
- Développement et aménagement social et culturel
  - Activités culturelles ou socioculturelles (à titre facultatif)
  - Construction ou aménagement, entretien, gestion d'équipements ou d'établissements culturels, socioculturels, socioéducatifs, sportifs (à titre optionnel)
  - Transport scolaire (à titre facultatif)
- Environnement
  - Collecte et traitement des déchets des ménages et déchets assimilés (à titre optionnel)
  - Protection et mise en valeur de l'environnement (à titre optionnel)
- Logement et habitat - Politique du logement non social (à titre optionnel)
- Sanitaires et social - Action sociale (à titre optionnel)
- Voirie - Création, aménagement, entretien de la voirie (à titre optionnel)

## Fiscalité
- Régime fiscal (au 1er janvier 2006): fiscalité additionnelle sans taxe professionnelle de zone